# 绍美因凯
绍美因凯（Schaumainkai）是德国法兰克福的一条街道，沿着美因河南岸。包括施泰德藝術館在内的多个博物馆集中分布在河滨地带，这一区域称为博物館岸。
这条街有时禁行汽车，用作法兰克福最大的跳蚤市场。

## 画廊

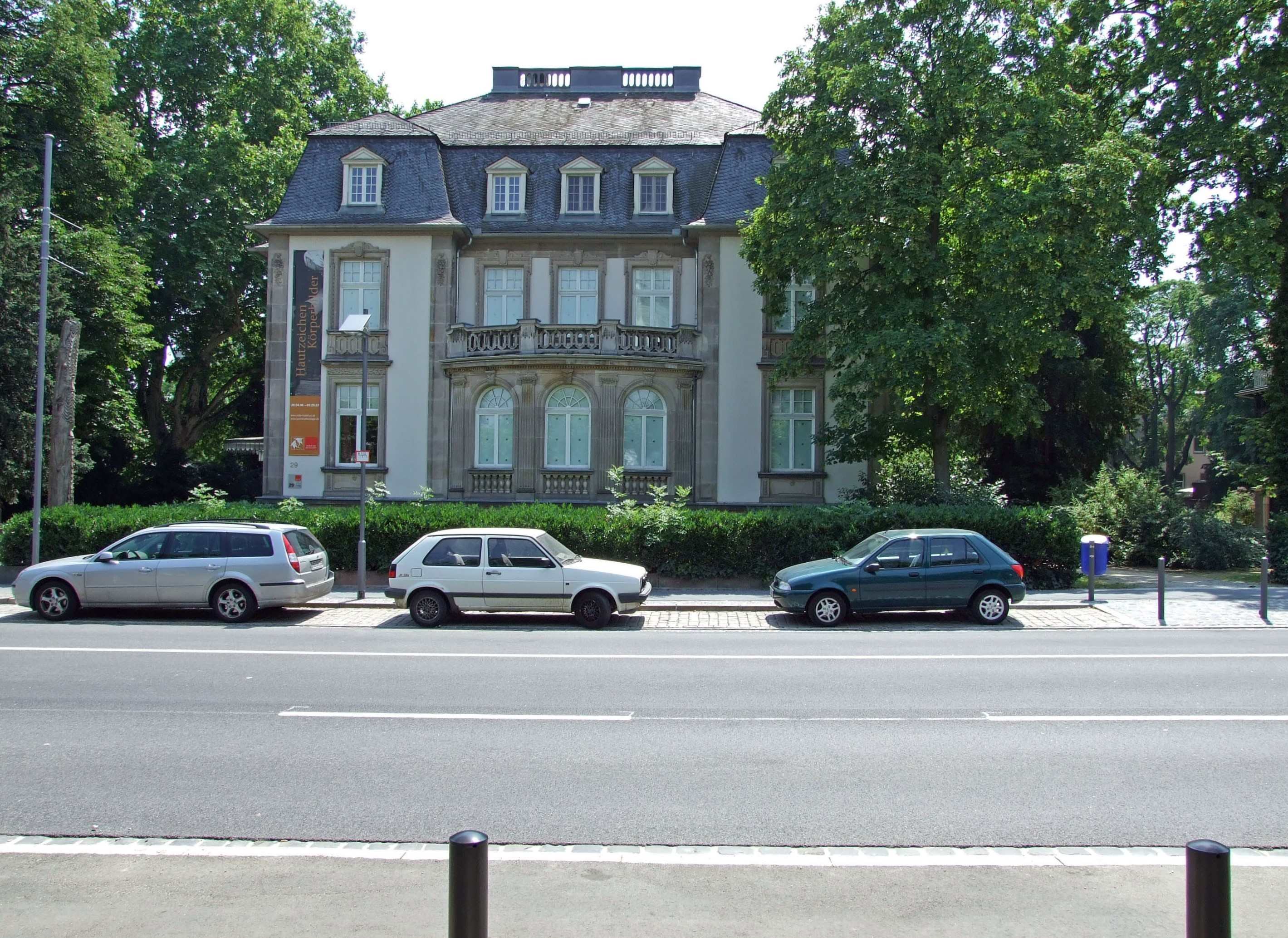
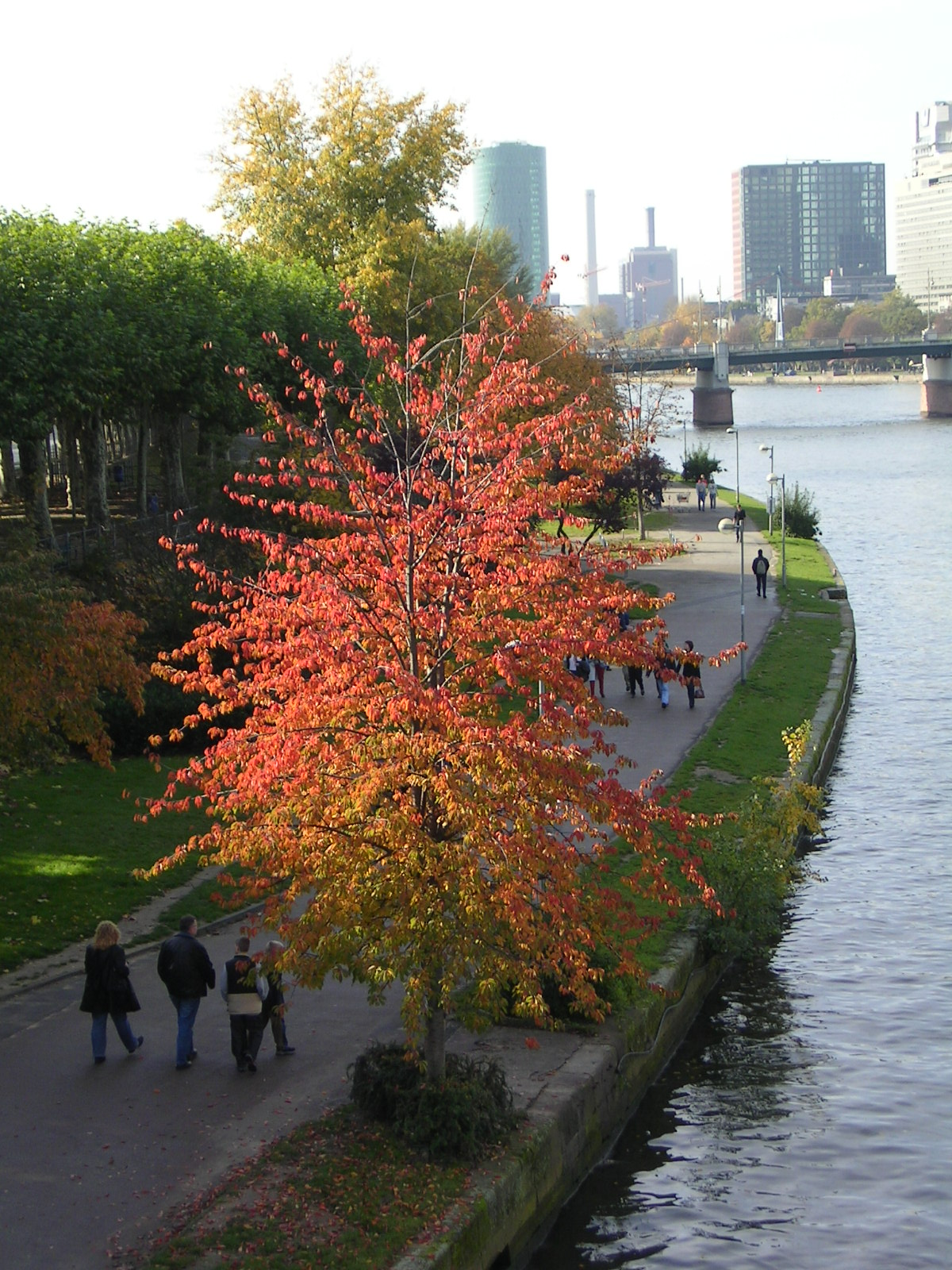
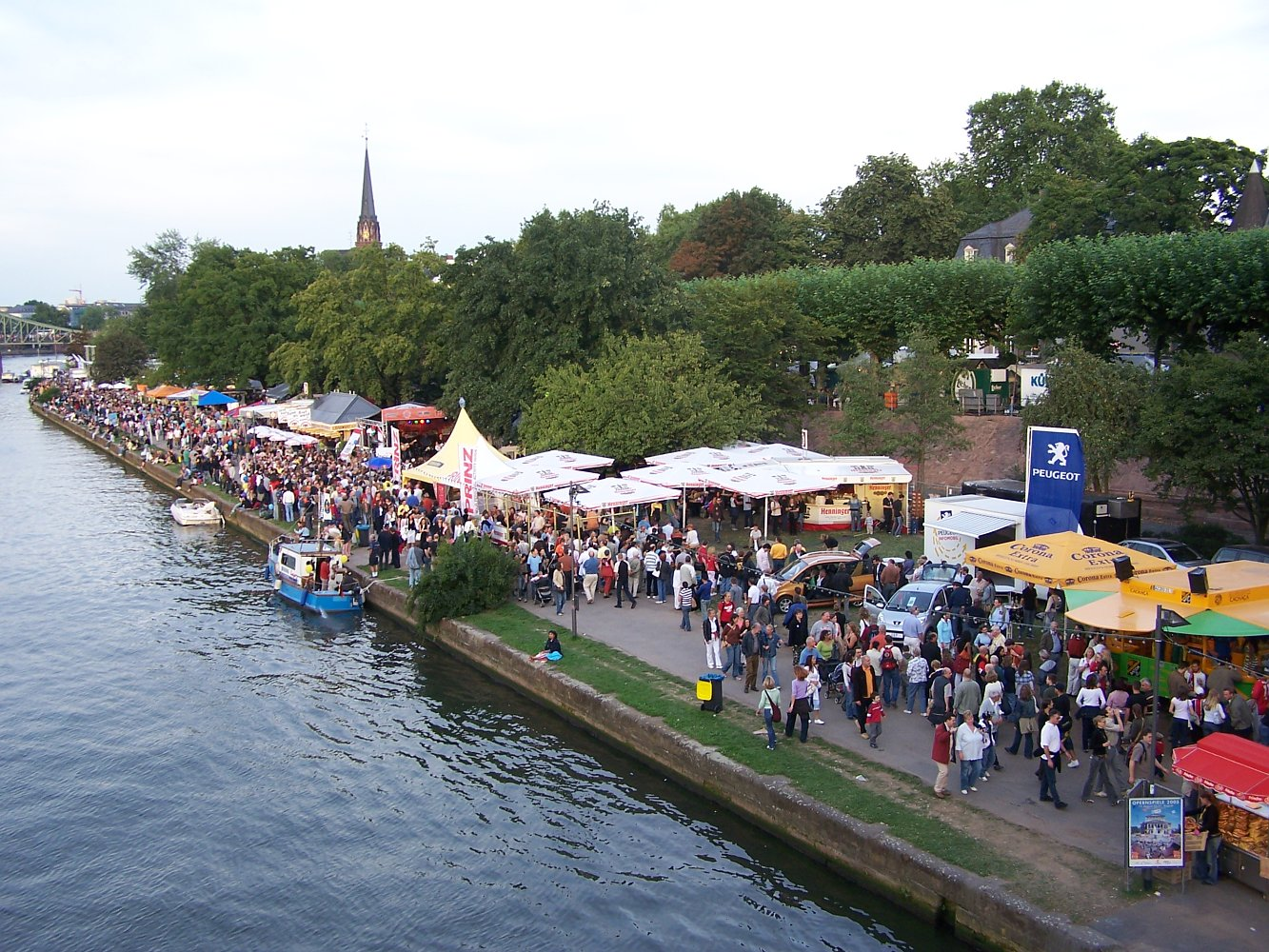